# 小中川
小中川（日语：／）或普罗兹拉奇纳亚河（俄语：Река Прозрачная）是萨哈林州幌筵岛的河流，长13公里，流域面积37.8平方公里，注入朝日湾（普伊沙利亚湾）。

## 引用
1. ↑  М·Г·瓦西科夫斯基. . 列宁格勒: 气象出版社. 1973 （俄语）.
2. ↑  . Verumwiki.   [2024-02-13]. （原始内容存档于2024-01-28） （俄语）.